# Paul Fix
Paul Fix (Dobbs Ferry, 13 de marzo de 1901 – Los Ángeles, 14 de octubre de 1983) fue un actor de carácter televisivo y cinematográfico estadounidense, conocido sobre todo por su trabajo en el género western. 

## Biografía
Nacido en Dobbs Ferry, Nueva York, a lo largo de su carrera Fix actuó en más de cien películas y docenas de programas televisivos entre 1925 y 1981.
Veterano de la Armada de los Estados Unidos durante la Primera Guerra Mundial, Fix fue un actor de carácter que se inició en producciones locales rodadas en las cercanías de su domicilio neoyorquino. En la década de 1920 se mudó a Hollywood, donde actuó en la primera de sus casi 350 interpretaciones para el cine y la televisión. En los años treinta hizo amistad con John Wayne, actuando como actor de reparto en más de veinte títulos del actor. Muchos de sus primeros personajes eran sinvergüenzas de uno u otro tipo pero, según maduraba, sus papeles fueron siendo más benévolos.
Algunos de los primeros títulos en los que trabajó Fix fueron Lucky Star (1929) y Ladies Love Brutes (1930), convirtiéndose en un intérprete regular del director Frank Borzage. También destaca su actuación como Richard Bravo en el film clásico y de culto de la década de 1950 La mala semilla. 
Quizás la interpretación por la que es más recordado Fix es la del Marshal Micah Torrance en la serie de la ABC de género western The Rifleman, protagonizada por Chuck Connors y Johnny Crawford. También fue el Dr. Mark Piper en el segundo episodio piloto de Star Trek "Where No Man Has Gone Before". Cuando la NBC convirtió a Star Trek en una serie en 1966, Fix fue reemplazado como oficial médico de la Enterprise por DeForest Kelley.
Fix actuó en 1962 como juez en To Kill a Mockingbird. En 1966 actuó en El Dorado, donde interpreta el papel del Dr. Miller. Por otra parte, en 1979 trabajó con Peter Fonda y Brooke Shields en Wanda Nevada. Leonard Maltin y Fix mantenían que John Wayne copió sus famosos andares de Fix, quien también coescribió el guion del film de Wayne Tall in the Saddle.
En 1961, Fix fue Ramsey Collins en el último episodio de la serie de la NBC protagonizada por Howard Duff Dante, "Around the Dark Corner". Ese mismo año interpretó al Dr. Abel, actuando junto a Ralph Bellamy y Patricia Breslin, en el episodio "The Haven" de la producción de la CBS The DuPont Show with June Allyson.
Otros trabajos televisivos suyos incluyen The Adventures of Superman (1953-1954, con Anthony Caruso, Joseph Mell, y Elisha Cook, Jr.), y Northwest Passage, una serie de aventuras de 1958-1959 producida por la NBC coprotagonizada por Buddy Ebsen. Fix actuó con regularidad en Perry Mason (1957-1963). Fue artista invitado en The Twilight Zone (1964), The F.B.I. (1965-1973, con Marj Dusay, Clint Howard, Steve Ihnat, Paul Carr y Stephen Brooks), The Time Tunnel (1966, con James Darren, Whit Bissell, Lee Meriwether y Paul Carr), Voyage to the Bottom of the Sea (1966), The Wild Wild West (1966-1967, con Sarah Marshall, Michael Dunn y Anthony Caruso), Owen Marshall: Counselor at Law (1971, con DeForest Kelley), Mannix (1972, con Rex Holman y Byron Morrow), y como Joe Tooley en el episodio de The Rockford Files "The House On Willis Avenue." También trabajó en Kentucky Jones (1964, de la NBC) como Juez Perkins en el episodio titulado "Spare the Rod". Fue estrella invitada en el episodio de Battlestar Galactica "Take the Celestra", como el comandante Kronus (1979). Y, finalmente, volvió a actuar junto a DeForest Kelley en el film Night of the Lepus (1972).
Paul Fix falleció a causa de un fallo renal en Los Ángeles, California, en 1983. Fue enterrado en el Cementerio Woodlawn Memorial de Santa Mónica (California).